# 진안 용담향교 대성전
진안 용담향교 대성전(鎭安 龍潭鄕校 大成殿)은 대한민국 전북특별자치도 진안군에 있는 건축물로, 고려 공양왕 3년(1391)에 용강산 기슭에 세웠다. 1984년 4월 1일 전라북도의 문화재자료 제17호로 지정되었다.

## 참고 자료
- 용담향교대성전 - 국가유산청 국가유산포털